# GOCR
GOCR ist eine freie Texterkennungs-Software (OCR) von Jörg Schulenburg, die durch Kommandozeilen-Befehle bedient wird.
GOCR erkennt verschiedene Druckerschriftarten, ohne auf eine Datenbank zurückgreifen zu müssen, was die Anwendung besonders einfach macht. Neben reinem Text kann das Programm auch gängige eindimensionale Strichcodes dekodieren.

## Verfügbarkeit
Das Programm wird als freie Software auch im Quelltext unter den Bedingungen der GNU General Public License (GPL) verbreitet. Ursprünglich erschien das Programm für Linux, mittlerweile sind auch Binärdateien für Windows und OS/2 verfügbar, die von den externen Programmierern Peter B. L. Meijer und Franz Bakan zur Verfügung gestellt werden. Das Programm ist in allen gängigen Linux-Distributionen enthalten. Es dient zum Beispiel Kooka, einer Scannersoftware unter KDE, als Back-end.

## Geschichte
Die erste Version (0.1) wurde im Herbst 1998 erstellt. Die erste offizielle Veröffentlichung erfolgte mit Version 0.2.1 im März 2000 über Freshmeat. Seit Mitte 2000 ist das Projekt auf SourceForge gehostet.
Da bei der Veröffentlichung des Quellcodes auf SourceForge.net festgestellt wurde, dass bereits ein Projekt mit dem Namen GOCR existierte, führte die Projektleitung auch den Namen JOCR für das Programm ein. Um 2000/2001 wurde es in die Linux-Distributionen SuSE und Debian aufgenommen. Bis zur Freigabe von Tesseract im Jahr 2005 (2006?) war es neben Ocrad die beste und gebräuchlichste Texterkennungs-Software aus den Bereichen der freien Software und Linux-Software.